# Wabap
La biguine wabap (ou simplement le wabap) est un genre musical créé vers 1950 par le musicien Al Lirvat et qui emprunte à la fois au jazz bebop, au Jazz afro-cubain et à la biguine antillaise traditionnelle. Selon Al Lirvat, le terme a été inventé par Nelly Lunflas, meneuse de revue à La Canne à Sucre.
Le wabap intègre à la biguine des assonances et des dissonances, des accords altérés et des rythmes en cinq, six et sept temps. 
Elle tire son nom de wiz-zap wabap, un refrain traditionnel des coupeurs de canne.
Les premiers wabaps seront enregistrés en 1952 par Al Lirvat et Robert Mavounzy. En 1954 un morceau de Lirvat chanté par Moune de Rivel portera précisément le titre de « Biguine Wapbap ».
F. Négrit, dans son ouvrage Musique et immigration dans la société antillaise publie pp. 122–131 plusieurs partitions des premiers wabaps annotées par Lirvat et détaille leurs principes fondateurs, ainsi que leurs composantes d'un point de vue musicologique.

## Festivals
En 2003, un festival est créé par l'association Défi où plusieurs artistes, comme Gertrude Seinin, Kali ou Jacob Desvarieux, participent. Le but de ce festival est de revaloriser et de moderniser la biguine. Ce festival porte le nom de Biguine Wabap.